# Діфаї
Організація «Діфаї» (укр. Захист) — секретна організація сформована у 1905 році у місті Гянджа з метою контртероризму проти вірменської партії Дашнакцутюн. Організація була створена впливовими гянджинцями — Шафі беком Рустамбековым, братами Агаларом і Халілом Хасмамедовими, Ісмаїлом Зіятхановим, Насіб-беком Усуббековим, Ахмед-беком Агаєвим і Гасаном Агазаде.
Серед її членів також були Кара Карабеков, Бехбуд-хан Джаваншир, Герайбек Герайбеков, Маммед Гасан Гаджинський, Ісабек Ашурбеков та Ніфталі-бек Бейбутов.
Лідери організації також вірили, що російська влада підтримує вірменів з метою провокації конфліктів у Закавказзі, щоб протистояти об'єднанню його жителів. Тому «Діфаї» також спрямовувала свої зусилля проти низки російських чиновників, організувавши їхнє убивство.
Щоб покласти край розбіжностям між громадами «Діфаї» почала підтримувати контакти з Дашнакцутюн і Османською Лігою Децентралізації.
Після 1909 року її діяльність призупинилась аж до Лютневої революції 1917 року, коли вона увійшла до Виконавчого Комітету Громадських Організацій Гянджі.